# Ismail Boziev
Ismail Boziev (ur. 23 czerwca 1976) – rosyjski a od 1994 roku kazachski zapaśnik walczący w stylu wolnym. Zajął siedemnaste miejsce na mistrzostwach świata w 1999. Brązowy medalista igrzysk Azji Wschodniej w 1997. Mistrz świata młodzików w 1993 roku.